# Mercedes-Benz Vaneo
Mercedes-Benz Vaneo (W414) створений в 2001 році фірмою Mercedes-Benz на платформі Mercedes-Benz W168.

## Опис

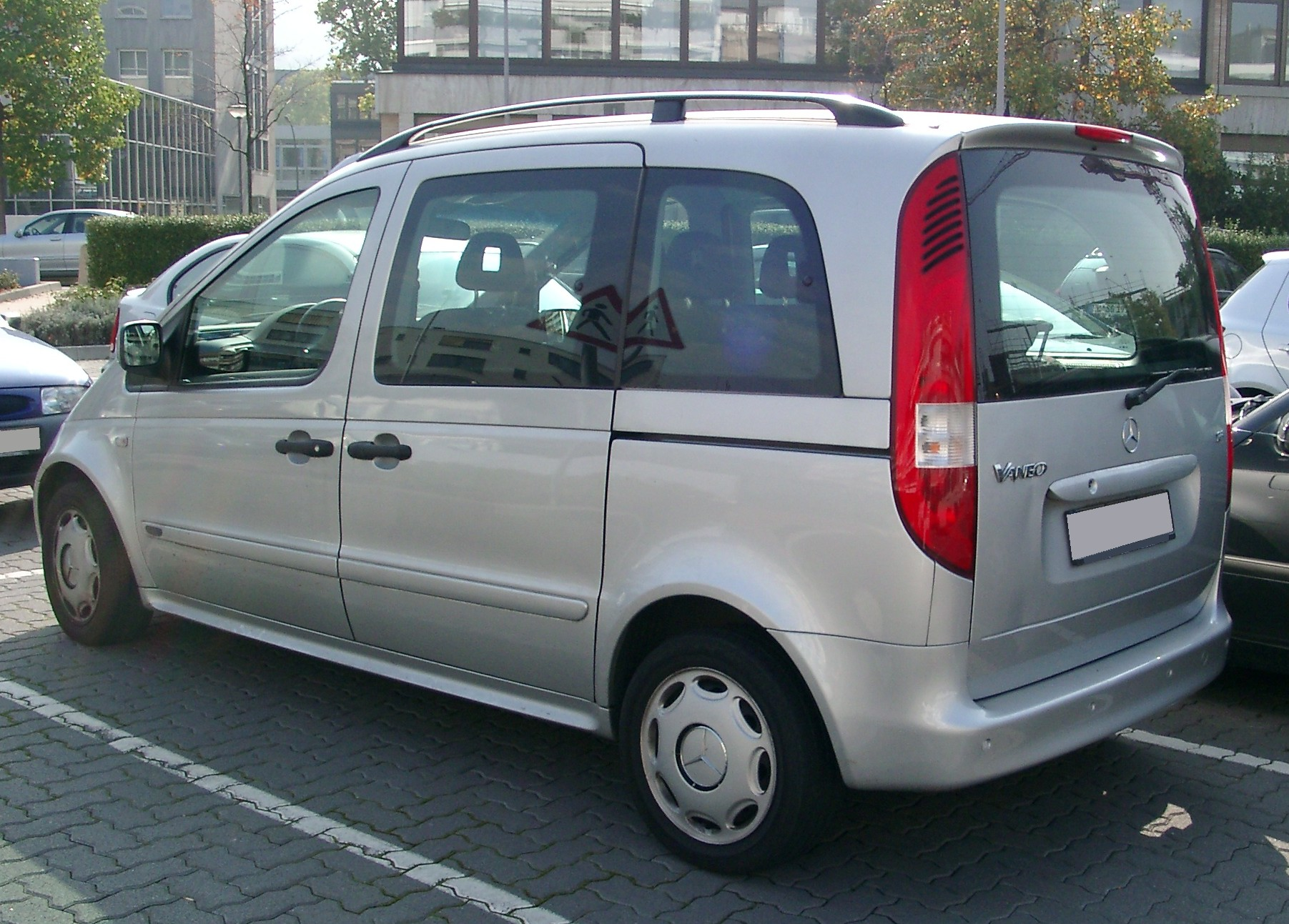
Mercedes Vaneo

Попри те, що при своїх скромних розмірах, авто було дуже просторе (максимальний об'єм багажника — 3 кубометри, салон вміщував до 7 чоловік), воно не мало ринкового успіху через не вельми високу якість та низьку потужність, яка була зумовлена тим, що у стандартний моторний відсік, який дістався Vaneo від А-класу, вміщувалися лише 4-циліндрові двигуни M166 1,6 та 1,9 літра, а також турбодизель 1,7 літра, але їхньої потужності, за мірками 2000-х років, було недостатньо, особливо з огляду на високі очікування покупців щодо якості, солідності, престижу та потужності, притаманних автомобілям марки Мерседес-Бенц. Із цих причин у 2005 році випуск Vaneo був припинений.
Автомобіль комплектується досить жорсткою підвіскою, яка ідеально підходить для транспортування вантажів, але вважається занадто жорсткою для перевезення пасажирів за рахунок руху ривками. Контроль корпусу автомобіля під час їзди досить непоганий як при русі по прямій, так і при поворотах. Рульове управління трохи поступається за якістю автомобілів-конкурентам типу Toyota Previa, Chrysler Voyager і Volkswagen Sharan. Кожна стандартна модель Vaneo оснащується: передніми електропривідними вікнами, вікнами з підігрівом, триточковими ременями безпеки, ABS, тканинною оббивкою сидінь, іммобілайзером, регульованим по висоті водійським сидінням і бічними подушками безпеки. 

## Двигуни
| Модель           | Двигун    | Потужність | Крутний момент |
| Бензинові        | Бензинові | Бензинові  | Бензинові      |
| ---------------- | --------- | ---------- | -------------- |
| Vaneo 1.6 82     | 1.6 L, Р4 | 82 к.с.    | 140 Нм         |
| Vaneo 1.6 102    | 1.6 L, Р4 | 102 к.с.   | 150 Нм         |
| Vaneo 1.9 125    | 1.9 L, Р4 | 125 к.с.   | 180 Нм         |
| Дизельні         |           |            |                |
| Vaneo 1.7 CDI 75 | 1.7 L, Р4 | 75 к.с.    | 160 Нм         |
| Vaneo 1.7 CDI 91 | 1.7 L, Р4 | 91 к.с.    | 180 Нм         |